# Paul Wünsche
Paul Wünsche (* 11. September 1922 in Lauban; † 16. Dezember 2016 in Bamberg) war ein deutscher Politiker (CSU).
Wünsche lernte nach Abschluss der Volksschule den Beruf des Textilindustriekaufmanns. Von 1941 bis 1945 war er Soldat im Zweiten Weltkrieg, 1947 kehrte er aus sowjetischer Kriegsgefangenschaft zurück, seitdem war er in Bamberg ansässig. Wünsche war Diözesansekretär der Christlichen Arbeiterjugend, besuchte das Katholische Sozialinstitut und war von 1954 bis 1987 Leiter des Katholischen Volksbüros und Diözesansekretär der Katholischen Arbeitnehmer-Bewegung in Bamberg.
1952 trat Wünsche der CSU bei. Er war stellvertretender Landesvorsitzender der CSU und Vorsitzender der Christlich-Sozialen Arbeitnehmerschaft, der Arbeitnehmer-Union der CSU, in Oberfranken sowie stellvertretender Kreisvorsitzender der CSU in Bamberg. Von 1960 bis 1970 war Wünsche Stadtrat in Bamberg. Am 24. Oktober 1968 rückte er für den verstorbenen Rudolf Reißenweber in den Bayerischen Landtag nach, danach wurde er fünfmal im Stimmkreis Bamberg-Stadt direkt gewählt, sodass er bis 1990 Landtagsabgeordneter war. Von 1974 bis 1986 war er Vorsitzender des Landtagsausschusses für Bundesangelegenheiten und Europafragen.
Die Otto-Friedrich-Universität Bamberg verlieh ihm den Titel „Ehrensenator“ und die Verdienstmedaille „bene merenti“ in Gold.
Paul Wünsche lebte bis zu seinem Tod in Bamberg.
Eines seiner Kinder ist der Bamberger Domkapitular Peter Wünsche.